# Chrysograpta igneola
Chrysograpta igneola là một loài bướm đêm trong họ Noctuidae.